# اسمارت-۱
اسمارت -۱ (به سوئدی: SMART-1)، یک ماهوارهٔ آژانس فضایی اروپا با طراحی سوئدی بود که در مدار ماه حرکت می‌کرد. راه‌اندازی این برنامه در تاریخ ۲۷ سپتامبر ۲۰۰۳ در ساعت ۲۳:۱۴ UTC از پایگاه فضایی گویان در کورو، گویان فرانسه آغاز گردید. نام این ماهواره کوتاه‌شدهٔ: (Small Missions for Advanced Research in Technology-1؛ مأموریت‌های خُرد برای جستجوهای پیشرفته در فناوری) بود. در ۳ سپتامبر ۲۰۰۶ (ساعت ۰۵:۴۲ UTC) ماه‌وارهٔ اسمارت -۱ با برخورد عمدی و از پیش برنامه‌ریزی‌شده با سطح ماه به مأموریت سه سالهٔ خود پایان داد و در سطح ماه سقوط کرد.